# Michel Szulejmán
Michel Szulejmán (arabul: ميشال سليمان Mīšāl Sulaymān; Amsheet, 1948. november 21. –) a Libanoni Fegyveres Erők 12. parancsnoka. Kinevezését a posztra 1998. december 21-én kapta, mikor elődje, Émile Lahúd Libanon miniszterelnöke lett. Szulejmánnak BA diplomája van politikai és vezetési tudományokból. 2008. május 25-e és 2014 május 25-e között Libanon elnöke.
Michel Szulejmán arabul, angolul és franciául beszél. Nős, három gyermeke van.

## Katonai karrierje
Szulejmán 1967. október 4-én kadétként lépett be a hadseregbe. A kiképzés után több egységet irányított. 1979-ben  hadsereg főtitkárává nevezték ki. 1991-ben a Libanoni Hegyi Régió katonáinak parancsnokaként ezredesé nevezték ki és a régió katonai hírszerzésének parancsnoka lett.
1996-ban tábornokká léptették elő, és a 6. gyalogsági csoport vezetőjévé nevezték ki, majd 1998-ban a Fegyveres Erők Parancsnoka lett. A libanoni polgárháború ideje alatt a hadseregben szolgált. 1998. december 21-én tábornokká nevezték ki, s így Émile Lahúdot követően ő lett a libanoni hadsereg vezetője, elődjét államelnöknek választották meg. Michel Szulejmán jó néhány kitüntetést kapott, többek között a szír, orosz, argentin és ukrán államtól. A 2006-os libanoni háborúban ő volt a bevetett katonák legfőbb parancsnoka, de aktívan nem avatkozott bele a műveletekbe. Szulejmán 2004. november 16-án, Libanon nemzeti ünnepén egyik beszédében ezt mondta: Izraelnek nem kellene megint beavatkozni Libanon belügyeibe. Később, a Fatah al-Iszlám ellen vívott 2007-es és a 2008-as libanoni konfliktusban is ő irányította a libanoni hadsereget.
A libanoni belpolitikai krízist követően, 2008. május 26-án őt nevezték ki Fúád Szinjora elnök utódjának.

## Külső hivatkozások
- Információk Michel Sulaimanról
- A parancsnokok fényképei a Libanoni Fegyveres Erők honlapján